# Camarosporium karstenii
Camarosporium karstenii är en svampart som beskrevs av Sacc. & P. Syd. 1899. Camarosporium karstenii ingår i släktet Camarosporium, ordningen Botryosphaeriales, klassen Dothideomycetes, divisionen sporsäcksvampar och riket svampar.   Inga underarter finns listade i Catalogue of Life.